# اریکا د لون
اریکا د لون (انگلیسی: Erika de Lone؛ زاده ۱۴ اکتبر ۱۹۷۲) یک تنیس‌باز اهل ایالات متحده آمریکا است.